# Harmonia (Rio Grande do Sul)
Harmonia est une ville brésilienne de la mésorégion métropolitaine de Porto Alegre, capitale de l'État du Rio Grande do Sul, faisant partie de la microrégion de Montenegro et située à 80 km au nord de Porto Alegre. Elle se situe à une latitude de 29° 32′ 55″ sud et à une longitude de 51° 25′ 35″ ouest, à 126 m d'altitude. Sa population était estimée à 3 658 en 2007, pour une superficie de 45 km2. L'accès s'y fait par les RS-122, RS-124 et RS-240. Le rio Caí traverse le territoire municipal.
La colonisation commença en 1855 avec l'arrivée des premiers immgrants allemands. Le toponyme est issu des conditions de vie du début de l'installation des habitants : ceux-ci avaient coutume de se réunir les uns chez les autres, à se raconter des histoires de leur pays d'origine, l'Allemagne, créant une "harmonie" agréable à tous. Le mot, harmonia en portugais, est devenu un nom propre et est resté jusqu'à nos jours pour désigner le lieu.
L'économie de la commune est essentiellement basée sur la citriculture (orange, bergamote, citron). On y trouve une coopérative qui abat bovins et porcs et qui produit de la charcuterie et de la viande conditionnée. Une fabrique de chaussures est aussi présente.

## Villes voisines
- Tupandi
- Bom Princípio
- São Sebastião do Caí
- Pareci Novo
- São José do Sul